# نامه‌های پرتب‌وتاب
نامه‌های پرتب‌وتاب تألیف خورخه لوئیس بورخس است که نجمه شبیری آن را به فارسی ترجمه کرده است و در سال ۱۳۹۳ در ۳۷۶ صفحه مصور توسط نشر مشکی منتشر شده است. ترجمه این کتاب در سی و سومین دوره جایزه کتاب سال جمهوری اسلامی ایران، به‌عنوان «کتاب سال ایران» برگزیده شد.
این کتاب شامل ۷۶ نامه از بورخس است که آن‌ها را از بیست‌ودو تا بیست‌وسه سالگی نوشته است؛ نامه‌های بورخس در این مقطع زمانی، پس از مرگ او توسط همسرش گردآوری و منتشر شد. این نامه‌ها از این جهت مهم است که مشخص می‌کند بورخس خالق مکتب اولتراییسم است.